# Poseidótica
Poseidótica es un grupo musical de origen argentino, creado en los comienzos de 2001.
Su música es instrumental, inspirada en el género stoner, con mezclas de psicodelia y un rock progresivo, también con influencia directa de grupos como Kyuss, Los Natas y Pink Floyd entre otros, entre los que también se puede incluir al músico californiano Brant Bjork y bandas contemporáneas que realizan un estilo similar como ser Yawning Man y Ten East.
La meta de esta agrupación es crear un rock ambiental y pesado, para conseguir clima oscuros y atmósferas densas que le proporcionan a la audiencia un viaje mental, pasando por etapas de tranquilidad absoluta a momentos muy intensos. Al haber ausencia total de voces, esto posibilita y potencia lo descrito anteriormente.

## Miembros

### Miembros actuales
- Eugenio De Luca: guitarra
- Santiago Rúa: guitarra
- Martín Rodríguez: bajo
- Walter Broide: batería

### Miembros antiguos
- Hernán Miceli: guitarra
- Federico Bramanti: batería
- Ignacio Belej: batería
- Hernán Bertrand: batería

## Discografía
- Horizontalidad (2001), Aquatalan Records
- Poseidótica Demo (2003), Aquatalan Records
- Listen Without Distraction, a Tribute to Kyuss (2004), Días de Garage Records
- Intramundo (2005), Aquatalan Records
- La Distancia (2008), Aquatalan Records
- Crónicas del Futuro (2011), Aquatalan Records
- El Dilema del Origen (2015), Aqualatan Records
- Las Palabras y la Realidad (2024), Aquatalan Records